# أندي ديلور
اندي ديلور (مواليد 9 أكتوبر 1991 في سيت، فرنسا) لاعب كرة قدم جزائري يجيد اللعب في خط الهجوم في مولودية الجزائر. والده مكسيكي ووالدته فرنكو-جزائرية.

## روابط خارجية
- أندي ديلور على موقع الاتحاد الأوربي (الإنجليزية)
- أندي ديلور على موقع رابطة كرة القدم الفرنسية للمحترفين (الإنجليزية)
- أندي ديلور على موقع إي إس بي إن إف سي (الإنجليزية)
- أندي ديلور على موقع قاعدة بيانات كرة القدم.إي يو (الإنجليزية)
- أندي ديلور على موقع ليكيب (الفرنسية)
- أندي ديلور على موقع ناشيونال فوتبول تيمز (الإنجليزية)
- أندي ديلور على موقع Soccerbase.com (لاعب) (الإنجليزية)
- أندي ديلور على موقع Soccerway.com (الإنجليزية)
- أندي ديلور على موقع عالم كرة القدم.نت (الإنجليزية)
- أندي ديلور على موقع كووورة